# Cryptoplax royana
Cryptoplax royana — вид панцирних молюсків родини Cryptoplacidae. Вид поширений серед коралових рифів на південному заході Тихого океану біля узбережжя Австралії.